# The Goode Family
A The Goode Family (vagy egyszerűen csak Goode Family) egy rövid életű amerikai felnőtteknek szóló animációs sorozat volt, amelyet 2009. május 27.-től 2009. augusztus 27.-ig vetített az ABC. A sorozatot Mike Judge készítette, és egy megszállottan környezettudatos család életét követi. A műsor Judge korábbi munkájával, a Texas királyaival ellentétben nem egy konzervatív családra fókuszál, hanem egy liberális családra. Mindössze egy évadot élt meg 13 epizóddal.
A teljes sorozat megjelent DVD-n a Shout! Factory jóvoltából 2013. január 8.-án.

## A sorozat vége
2009. augusztus 8.-án az ABC elnöke, Steve McPherson bejelentette, hogy eltörlik a Goode Family és a Surviving Suburbia sorozatokat, alacsony nézettségük miatt.
2010 januárjában a Comedy Central elkezdte ismételni a sorozatot, és új epizódok készítését is számba vették. Négy hét után kikerült a csatorna rendes műsorkínálatából, és csak a kisebb nézettséggel rendelkező műsorsávban vetítették.